# Balera emarginata
Balera emarginata är en insektsart som först beskrevs av Henry Fairfield Osborn 1928.  Balera emarginata ingår i släktet Balera och familjen dvärgstritar.
Artens utbredningsområde är Bolivia. Inga underarter finns listade i Catalogue of Life.